# Districtul Nagyatád
Nagyatád (în maghiară Nagyatádi járás) este un district în județul Somogy, Ungaria.
Districtul are o suprafață de 647,07 km2 și o populație de 26.100 locuitori (2013).